# Sex Drive
Sex Drive (Brasil: Sex Drive - Rumo ao Sexo / Portugal: Boleia Sexy) é um filme de comédia de 2008 sobre um graduado do ensino médio que vai em uma viagem cross-country para se encontrar com uma garota que ele conheceu online. Ele é baseado no romance All the Way, de Andy Behrens. O filme foi dirigido por Sean Anders e estrelado por Josh Zuckerman, Amanda Crew, Clark Duke e, com Katrina Bowden, James Marsden e Seth Green aparecem em papéis secundários. Foi lançado na América do Norte em 17 de outubro de 2008 e no Reino Unido em 9 de janeiro de 2009.

## Sinopse
Ian Lafferty (Josh Zuckerman) é um garoto de 18 anos que parte em uma viagem atravessando os Estados Unidos com seus amigos Lance (Clark Duke) e Felicia (Amanda Crew) para perder a virgindade com uma garota sensacional que ele conheceu na Internet. Porém, a jornada repleta de contratempos acaba se tornando uma experiência que irá mudar o seu mundo e virar de ponta cabeça tudo o que ele sabe sobre a vida. No decorrer da viagem Rex (James Marsden) irmão mais velho de Ian descobre que ele roubou seu carro e vai atrás do irmão, enquanto isso o carro de Rex morre no meio do nada enquanto Ian e Felicia procuram ajuda Lance fica com o carro e um Amish (Seth Green) decide ajudar ele consertando o carro e os 3 amigos vão a uma festa onde Lance conhece uma garota Amish chamada Mary (Alice Greczyn), e se apaixona logo depois do carro ser consertado Ian, Lance e Felicia pegam a estrada de novo onde são presos após jogar um pé de cabra numa viatura da policia. 
Ian se vê apaixonado por Felícia, mas quer que ela fale para ele o que está sentindo, e então surgem várias situações hilárias.

## Elenco
- Josh Zuckerman ... Ian
- Amanda Crew ... Felicia
- Clark Duke ... Lance
- James Marsden ... Rex
- Seth Green ... Ezekiel
- Alice Greczyn ... Mary
- Katrina Bowden ... Ms. Tasty
- Charlie McDermott ... Andy
- Mark L. Young ... Randy
- Cole Petersen ... Dylan
- Dave Sheridan ... Bobby Jo
- Michael Cudlitz ... Rick
- Allison Weissman ... Becca
- Andrea Anders ... Brandy
- Kim Ostrenko ... Madrasta de Ian
- Brett Rice ... Pai de Ian
- David Koechner ... Hitchhiker
- Caley Hayes ... Sandy
- Michele Simms ... Garota bêbada Amish
- Bella Salinas ...Garota da arrecadação de fundos
- Shay Roman ... Kristy grávida
- John Ross Bowie ... Dr. Clark Teddescoe
- Keith Hudson ... Policial com raiva
- Marianne Muellerleile ... Vovó prisioneira
- Fat Out Boys ... eles mesmos

## Trilha sonora
- "Porcupine Jacket" de Tramps & Thieves
- "Time to Pretend" de MGMT
- "Fa-Fa-Fa" de Datarock
- "Let's Ride" de Airbourne
- "Bang Bang to the Rock n Roll" de Gabin
- A banda Fall Out Boy também faz uma ponta no filme, interpretando "Fame <Infamy", bem como "Grand Theft Autumn / Where Is Your Boy Tonight (Acústico)"
- "Life Is Beautiful" de Vega4
- "Let's Get It Up" de AC/DC
- "Message from Yuz" de Switches
- "Danger Zone" de Kenny Loggins
- O filme também apresenta músicas de Donovan, Jem, Hot Hot Heat, Switches, Pornosonic e Nitty.
- "Got You (Where I Want You)" by The Flys
- "I Don't Care" créditos finais de Fall Out Boy

## Recepção
O filme recebeu críticas mistas dos críticos. Rotten Tomatoes, baseado em 105 comentários, 46% dos críticos deram ao filme uma crítica positiva.

## Mídia doméstica
O filme foi lançado em 2 de discos DVD e Blu-ray Disc em 24 de fevereiro de 2009, ambos com os cortes nominais e sem classificação do filme. Precedendo o corte sem classificação, uma introdução pelo diretor Anders e alguns membros do elenco explicando que o corte sem classificação é "corte de fã" e um para assistir ao corte teatral original antes de ver a versão censurada. O corte tem um adicional de 20 minutos de filmagens, incluindo mais palavrões (cerca de 20 novos usos da palavra fuck), uma mulher de topless atravessando, algumas cenas aleatórias, etc.